# Puerto deportivo del Real Club Marítimo del Abra – Real Sporting Club
El puerto deportivo del Real Club Marítimo del Abra – Real Sporting Club es un puerto deportivo gestionado por el Real Club Marítimo del Abra y Real Sporting Club que se sitúa en el municipio de Guecho, en la provincia de Vizcaya (España). Cuenta con 300 amarres, para embarcaciones de entre 6 y 25 m de eslora. Su calado máximo en pleamar es de 3 m aproximadamente.

## Instalaciones y servicios
Las instalaciones del puerto deportivo ocupan 39500 m² de superficie (36000 m² en el agua y 3500 m² en tierra). Estas son las instalaciones y los servicios del puerto:
- Amarras
- Planchada
- Pantalán de espera, carga y descarga
- Rampa
- Combustibles: gasóleo, gasolina súper
- Lubricantes
- Grúas: travel lift (hasta 35 t) y fija (hasta 2,5 t)
- Tomas de agua
- Tomas de electricidad
- Limpieza de cascos
- Hielo
- Radio (Canal 9 de VHF, con escucha durante las 24 horas del día)